# Gestehen Sie, Dr. Corda!
Gestehen Sie, Dr. Corda! ist ein deutscher Kriminalfilm, der 1958 unter der Regie von Josef von Báky gedreht wurde. Der Schwarzweißfilm, dessen Handlung auf einer wahren Begebenheit basiert, wurde von Artur Brauners CCC-Film hergestellt. In der Titelrolle als Dr. Fred Corda ist Hardy Krüger besetzt, Cordas Ehefrau wird von Elisabeth Müller verkörpert. Tragende Rollen sind mit Hans Nielsen, Siegfried Lowitz, Fritz Tillmann, Rudolf Fernau, Lucie Mannheim und Eva Pflug besetzt.
Die Uraufführung des Films fand am 22. Mai 1958 im Ufa-Palast in Hamburg statt.

## Handlung
Der verheiratete Assistenzarzt Dr. Fred Corda hat ein Verhältnis mit der Krankenschwester Gabriele Montag. Eigentlich wollte diese am Abend einen Sprachkurs besuchen und danach mit ihren Kolleginnen Fasching feiern. Sie verabredet sich jedoch mit Corda zu einer Aussprache. Da sich der Dienstschluss des Arztes unerwartet hinauszögert, muss Gabriele einige Zeit am vereinbarten Treffpunkt im Wald warten. Dort wird sie Opfer eines brutalen Mörders, der sie mit einem Fäustel erschlägt und ihren leblosen Körper an das Ufer eines Baches zerrt. Wenig später findet Corda die Leiche. Obwohl er am Tatort Spuren hinterlässt und ihn eine Zeugin in der Nähe der Toten gesehen hat, meldet er den Mord nicht bei der Polizei. Stattdessen begibt er sich in sein Zimmer im Krankenhaus. Er schweigt auch gegenüber seinem Vorgesetzten Professor Schliessmann, der mit Corda am Abend noch ein vertrauliches Gespräch führt. Anschließend fährt der Arzt nach Hause zu seiner Frau Beate und seiner kleinen Tochter Susi.
Am nächsten Morgen verbreitet sich im Krankenhaus die Nachricht, dass Schwester Gabriele spurlos verschwunden ist. Zugleich berichten einige Krankenschwestern, dass sie in letzter Zeit von einem Mann belästigt worden seien. Das Ärztekollegium verständigt die Polizei und macht sich auf die Suche nach der Vermissten. Nachdem man ihre Leiche entdeckt hat, beginnen Oberinspektor Dr. Pohlhammer und Inspektor Guggitz mit den Ermittlungen. Noch bevor es zur ersten Befragung Dr. Cordas kommt, wissen die Beamten, dass dieser ein Verhältnis mit dem Opfer hatte und schon vor der Polizei am Tatort war. Im Verhör wird Corda mit mehreren belastenden Indizien und Zeugenaussagen konfrontiert. Obwohl der Arzt kein Geständnis ablegt, steht für Pohlhammer und Guggitz eindeutig fest: Dr. Corda ist der Mörder und der Wagenheber aus seinem Auto das Tatwerkzeug.
Während ihr Mann in Untersuchungshaft kommt, unternimmt Beate Corda einen Selbstmordversuch. Die erdrückenden Beweise und die durch die Presse aufgebrachte Öffentlichkeit zehren an der Widerstandskraft aller Beteiligten. Dennoch gibt es Menschen, die Corda glauben und seine Unschuld beweisen wollen. Dazu gehören seine Frau Beate, die ihm sein Verhältnis bald verziehen hat, und sein Vater, der den namhaften Anwalt Dr. Nagel als Verteidiger und den früheren Polizeimajor Juch als Detektiv engagiert. Andere, wie der einst mit Corda befreundete Dr. Schimmer, wenden sich während der sich hinziehenden Haft von Corda ab.
Nach einiger Zeit kann Detektiv Juch einen als Frauenschreck bekannten Mann dingfest machen, der sich aber als letztlich harmloser Exhibitionist erweist. Verteidiger Dr. Nagel ist bei seinen Untersuchungen erfolgreicher. Zwei mit dem Fall betraute Sachverständige können feststellen, dass das Obduktionsgutachten fehlerhaft ist und Cordas Wagenheber nicht die Tatwaffe sein kann. Dennoch gelingt es nicht, eine Haftentlassung zu erwirken. In ihrer Verzweiflung erleiden sowohl Dr. Corda als auch seine Frau Beate fast einen Nervenzusammenbruch. Da klärt sich das Verbrechen überraschend auf. Unter den gleichen Tatumständen geschieht ein weiterer Mord. Der Täter wird gefasst und ist sofort geständig. Dr. Corda ist frei und kehrt zu seiner Familie zurück.

## Entstehungsgeschichte

### Vorgeschichte und Drehbuch
Das dem Film zugrunde liegende Drehbuch von R. A. Stemmle trug zunächst den Titel Gestehen Sie, Dr. Kordes. Es beruht auf tatsächlichen Geschehnissen, die sich 1955 im oberösterreichischen Steyr zugetragen haben. Der im dortigen Landeskrankenhaus beschäftigte Narkosemediziner Günther Hoflehner wurde seinerzeit unschuldig in einen Mordfall verwickelt. Eine 25-jährige Krankenschwester war missbraucht und erschlagen worden. Der Arzt, dem ein Verhältnis mit der Krankenschwester nachgewiesen werden konnte, kam unter schweren Mordverdacht. Im Zuge der Vernehmungen verstrickte er sich in Widersprüche, so dass er in Untersuchungshaft genommen wurde. Erst nach 187 Tagen Haft stellte sich heraus, dass die Beschuldigungen falsch waren. Die Tat konnte schließlich dem 1957 verhafteten Serienmörder Alfred Engleder zugeordnet werden. Statt die Filmhandlung auf die spektakuläre Mordserie auszurichten, konzentrierte sich Stemmle auf den nicht weniger spannenden und dramatischen Justizirrtum.
Entsprechend ist nach dem Filmvorspann folgendes Zitat zu lesen:

„Ein unschuldig Verurteilter ist die Angelegenheit aller anständigen Menschen.“

### Besetzung
Sowohl bei der Wahl der Darsteller als auch beim technischen Stab griff der Filmproduzent Artur Brauner auf ein erfolgversprechendes und bewährtes Team zurück. Die Regie übernahm Josef von Báky, der während der Dreharbeiten sagte: „Es wird ein anklägerischer, ein aggressiver Film, der zum Nachdenken zwingen soll.“
Hardy Krüger und Elisabeth Müller übernahmen die Hauptrollen. Auch bei der Besetzung der Nebenrollen verließ man sich auf etablierte und namhafte Schauspieler, allen voran Lucie Mannheim, Hans Nielsen, Siegfried Lowitz, Fritz Tillmann und Rudolf Fernau.

### Produktion

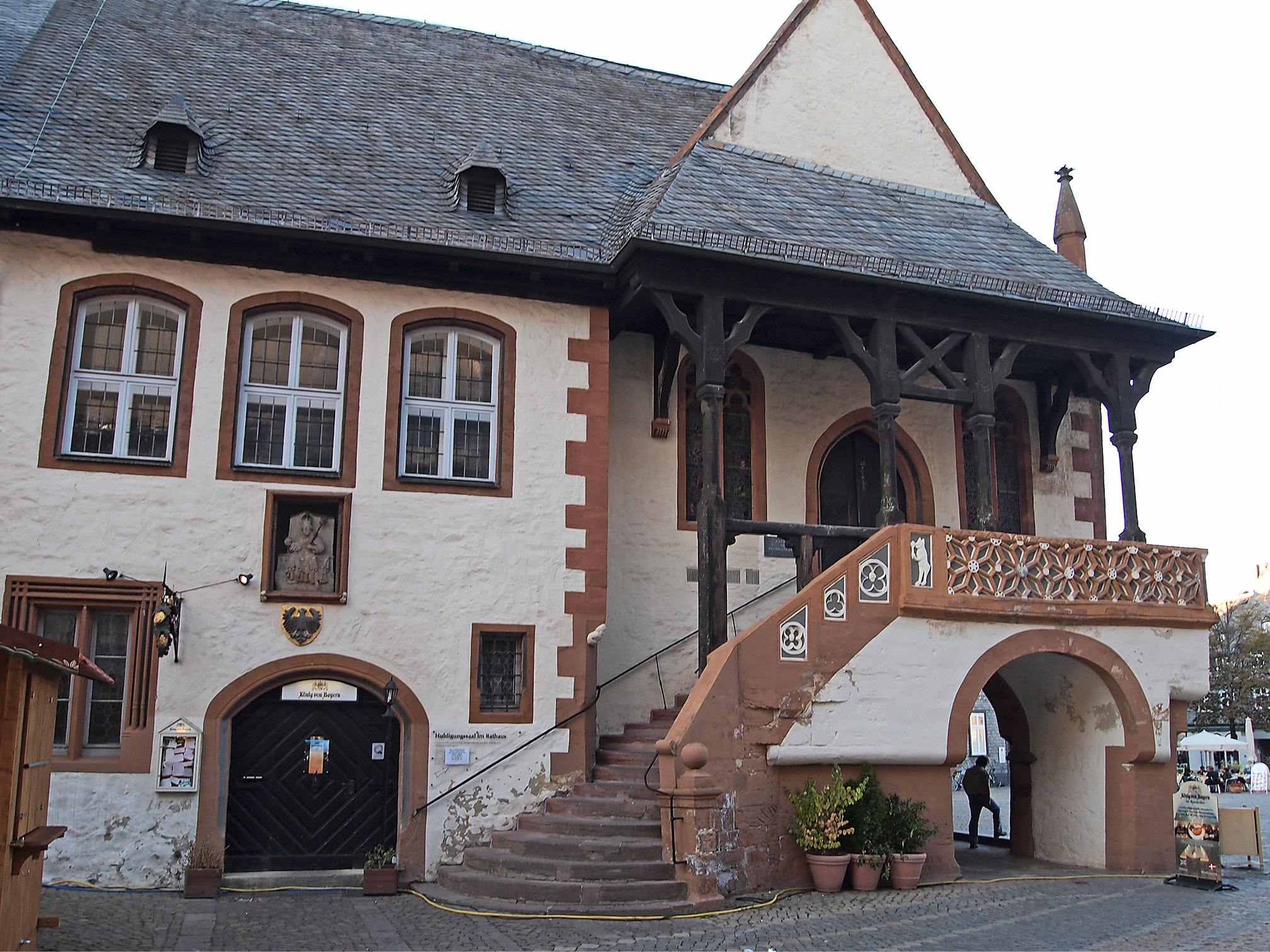
Der Eingang des Rathauses in Goslar. Hier wurden einige Szenen der Faschingsfeier gedreht.

Die Außenaufnahmen wurden in Goslar und Umgebung gedreht. Die Innenaufnahmen fanden in den Studios der CCC-Film in Berlin-Haselhorst statt. Die Bauten entwarfen die Filmarchitekten Erich Kettelhut und Helmut Nentwig. Ursula Stutz war für die Kostümberatung verantwortlich. Als Regieassistent fungierte Ottokar Runze. Herstellungsleiter war Horst Wendlandt.

## Rezeption

### Veröffentlichung
Die FSK gab den Film am 19. Mai 1958 ab 16 Jahren frei. Unter Anwesenheit des Arztes Günther Hoflehner, auf dessen Fall der Film basiert, erfolgte am 22. Mai desselben Jahres die Uraufführung im Ufa-Palast in Hamburg.
Gestehen Sie, Dr. Corda! wurde auch im Ausland vermarktet und lief dort unter anderem unter den folgenden Titeln:
- Argentinien: Confiese, Dr. Corda
- Belgien, französischer Titel: Avouez, Dr. Corda!
- Belgien, niederländischer Titel: Beken, Dr. Corda!
- Brasilien: Confessa, Dr. Corda!
- Dänemark: En kvinde blev myrdet
- Finnland: Rikos yössä
- Frankreich Avouez, Docteur Corda
- Italien: Confessi dott. Korda!
- Mexiko: Confiese Dr. Corda
- Niederlande: Dr. Corda verdacht van moord
- Schweden Våld i natten
- Vereinigte Staaten Confess, Dr. Corda

Die Erstausstrahlung im Fernsehen fand am 6. April 1963 im Programm von DDR 1 statt. Am 10. Mai 1965 wurde der Film im ZDF gezeigt und vom Publikum äußerst positiv beurteilt. Im Herbst 2014 erschien der Film auf DVD, herausgegeben von Pidax (Alive AG) innerhalb deren Reihe „Pidax Film-Klassiker“.

### Kritik
Der Kritiker Falk Schwarz schrieb: „Einer, den die Kinobesitzer als ‚Kassengift‘ bezeichneten, weil seine Filme floppten, war Hardy Krüger. Zunächst als Typ der gute Junge von nebenan, ehrlich, offen, abenteuerlustig, positiv. Doch schon mit ‚Alibi‘, Der Fuchs von Paris‘ suchte und fand er Charakterrollen, die ihn oft auch negativ zeichneten. Kraftlos ertrug er sein (Film-) Schicksal. Das goutierten die Zuschauer nicht.“ Der Schauspieler Krüger könne die inneren Qualen des Corda nicht wirklich darstellen, hieß es weiter. Sein Ausbruch in der Gefängniszelle bleibe laut und ungestaltet. Baky inszeniere keine „innere Wandlung“. Gelobt wurde, wie „technisch hochstehend manche der deutschen Filme der fünfziger Jahre“ gewesen seien, wofür dieser Film „ein gutes Beispiel“ sei. Abschließend führte Schwarz aus: „Die großartige Lucie Mannheim als die Haushälterin, deren Nerven blank liegen und die nicht mehr in der Familie Corda bleiben will, gestaltet diesen inneren Aufruhr in einer Weise, die Hardy Krüger seiner Rolle schuldig bleibt.“
Die Kritik im Hamburger Abendblatt vom Mai 1958 fiel alles in allem durchaus positiv aus. Dort war zu lesen: „Es kommt hinzu, daß der Film gut, sauber, spannend und im Menschlichen verläßlich gemacht ist. Stemmles Buch erlaubte es, der Regisseur Josef von Baky tat es; er wurde unterstützt von der ausgezeichneten Kamera Göran Strindbergs, der sparsam untermalenden Musik Georg Haentzschels und einem Stab vorzüglicher Darsteller, von denen keiner unter seinem Wert blieb, mancher ein gutes Stück darüber. […] Insgesamt gehört dieser Film auf die Positivseite der sonst mageren deutschen Bilanz.“ >
Auch Paimanns Filmliste lobte den Film und meinte: „Eine filmisch gelungene Übertragung der bekannten Justizaffäre, […] nicht nur für Kriminalfilm-Liebhaber bemerkenswert packend.“
Der Kritiker der Zeitschrift Der Spiegel sah das anders. Er schrieb: „Der Autor des Films, R. A. Stemmle, verfiel dem verbreiteten Irrtum, daß bloßes Nachahmen eines außergewöhnlichen Kriminalfalles auch außergewöhnliche Spannung erzeugen müsse. Was er aus dem Fall des steyrischen Arztes Dr. Hoflehner abzog, der 190 Tage des Mordes an seiner Geliebten verdächtig im Untersuchungsgefängnis einsaß, ist nur ein flügellahmer, aller Phantasie barer Zwitter aus zagem Reißer, lastendem Problemstück und matter Gesellschaftskritik. Der Regisseur Josef von Baky (‚Die Frühreifen‘) versuchte dem schwerfälligen Konglomerat im Verein mit dem Kameramann Göran Strindberg aufzuhelfen; doch weder sie noch Hardy Krüger oder Elisabeth Müller vermochten es vom Ballast zufälliger Tatsachen zu lösen.“
Der Evangelische Filmbeobachter fasste seine Kritik folgendermaßen zusammen: „Das Thema Justizirrtum vor dem Hintergrund eines tatsächlichen Kriminalfalls in einem durch demagogische Verkürzung und Verharmlosung der inneren Schuld zwiespältigen Film.“
Die Redaktion der Filmzeitschrift Cinema sprach von einer „beschaulichen Inszenierung“ eines „Justizskandals um Dr. Hoflehner“ und gab dem Film drei von fünf möglichen Punkten.
Auf der Seite critic.de war der Kritiker Robert Wagner der Meinung, stilistisch erinnere „Josef von Bákys Justizirrtums-Krimi an Edgar-Wallace-Filme, nur ohne jede ironische Brechung“. Weiter hieß es: „Unwirkliches Licht und lange Schatten geben Gestehen Sie, Dr. Corda! (1958) einen Flair, als greife Nosferatu persönlich nach den Seelen der Leute.“ Wagners Kritik schloss mit den Worten: „Wenn dann die Emotionen losbrechen, kann das unangebracht und stillos wirken. Aber gerade in diesen bizarren Momenten findet er [der Film] seine größte Stärke: wenn er seiner Tendenz zur monotonen Aufgeräumtheit etwas campigen Pfeffer mitgibt.“
Auf der Seite Kino.de lobte man zwar, das Filmdrama sei „hochkarätig besetzt“, schränkte aber ein: „Mit Frauenschwarm Hardy Krüger gut besetzter, aber mäßig spannender Krimi nach authentischem Fall“, dessen Spannung sich „wegen des beschaulichen Inszenierungsstils und der oberflächlichen Charakterzeichnungen in Grenzen“ halte.
Ähnlich fiel auch die Kritik auf der Seite Filmdienst aus. Dort hieß es: „Das Filmdrama ist einem authentischen deutschen Kriminalfall der 50er Jahre nachempfunden, aber zu vordergründig und betulich inszeniert, um nachhaltig zu fesseln. – Ab 16.“